# Oliver Zeidler
Oliver Zeidler (Dachau, 24 de julho de 1996) é um remador alemão, campeão olímpico.

## Carreira
Zeidler nasceu em uma família de remadores, com o avô Hans-Johann Färber um medalhista olímpico duplo (ouro em 1972 e bronze em 1976, ambos na classe de quatro barcos com timoneiro). Seu avô treinou sua irmã Marie (nascida em 1999), que ganhou medalhas nos Campeonatos Mundiais de Remo Júnior de 2016 e 2017. Ele começou a nadar aos sete anos. No campeonato alemão de 2015 em Berlim , ele ganhou ouro nos 100 metros livres na competição de 1996, prata pelo mesmo desempenho na categoria aberta (anos de 1994 a 1996) e bronze nos 200 metros livres. Ele encerrou sua carreira competitiva de natação em fevereiro de 2017.
Curioso sobre remo, Zeidler experimentou pela primeira vez um skiff simples em setembro de 2016 no Oberschleißheim Regatta Course, onde sua irmã treina. Menos de um ano depois, Zeidler venceu a classe masculina aberta de 2.000 m no remo indoor nos Jogos Mundiais de 2017 em Wrocław, Polônia. No mês anterior, Zeidler havia ficado em terceiro lugar no campeonato alemão sub-23 no skiff simples.
A primeira regata internacional de remo de Zeidler foi a Copa do Mundo de Remo I de 2018 em Belgrado. A bateria foi apenas sua quarta corrida em um percurso de remo. Na final A, ele surpreendeu ao ganhar o bronze no skiff individual masculino aberto, derrotado pelo campeão mundial tcheco Ondřej Synek e pelo suíço Roman Röösli.
Nos Jogos Olímpicos de Verão de 2024, em Paris, conquistou a medalha de ouro na prova de skiff simples masculino com o tempo de 6:37.57.